# Direction générale des Affaires sociales
La direction générale des Affaires sociales est l'une des trois directions techniques du Ministère des Affaires Sociales et de la Microfinance. En abrégé DGAS, cette administration publique est chargée des affaires sociales au Bénin et coordonne toutes les directions techniques concernées. Ses attributions ainsi que son organisation sont définies par le décret n° 2022-602 du 2 novembre 2022,.
Le directeur de la DGAS est Brunon Edgard Sonagnon Yémalin Gbehinto, élu après le conseil des ministres du mercredi 23 février 2022.

## Missions
La principale mission de la Direction Générale des Affaires Sociales consiste à exécuter les actions de la politique de l’État en matière des Affaires Sociales. À cet effet, elle travaille en liaison avec les ministères et les structures techniques concernés. Ils doivent, ensemble, s'assurer,: 
- la conception, de la mise en œuvre, du suivi et de l'évaluation des politiques sociales de l’enfant et de l’adolescent;
- la promotion et de la préservation de la cohésion familiale ainsi que de l’amélioration des conditions de vie des familles ;
- la contribution aux actions humanitaires et de solidarité au profit des populations, en particulier des couches vulnérables ;
- la promotion de l’égalité, de l’équité et du genre sur les plans éducatif, social, culturel, économique, politique et juridique ;
- l’inclusion, de la réadaptation et de la promotion des personnes en situation de handicap ainsi que de l’épanouissement des personnes âgées ;
- l'initiation, de la mise œuvre et de l'évaluation des mécanismes et procédures standardisés de gestion des prestations relevant de leurs domaines de compétence ;
- la supervision et le suivi des interventions des organismes et organisations non gouvernementales œuvrant dans l’action sociale, notamment dans les domaines de la famille, de la femme et du genre, de l’enfant, des personnes en situation de handicap et des personnes âgées.

## Organisation
La Direction Générale des Affaires Sociales est placée sous l'autorité du Ministère des Affaires Sociales et de la Microfinance. Toutes ses activités sont gérées par le Secrétaire Général dudit Ministère,,.
La DGAS se compose, par ailleurs, de trois (3) départements à savoir ,,: 
- la Direction de la Famille, de l’enfant et de l’adolescent (DFEA);
- la Direction de la Promotion de la Femme et du Genre (DPFG);
- la Direction de la promotion du social et de l’inclusion des personnes en situation de handicap et des personnes âgées (DPSIPHPA).

## Siège
La Direction Générale des Affaires Sociales est située à Cotonou, au sein du ministère des affaires sociales et de la microfinance.